# Васильевка (урочище)
Васильевка — заповедное урочище. Тип — геологический. Находится в Старобешевском районе Донецкой области возле села Васильевка по берегу реки Кальмиус. Статус заповедного урочища присвоен решением облисполкома № 155 11 марта 1981 года. Площадь — 7,5 га. Территория урочища представляет собой целинные каменистые земли. Место произрастания аистника Бекетова.